# NGC 82
NGC 82 je hvězda nacházející se v souhvězdí Andromedy. Objevil ji astronom Guillaume Bigourdan v roce 1884 refraktorem o průměru 12 palců (30,5 cm).